# Ocean Grove (Massachusetts)
Ocean Grove è un census-designated place (CDP) degli Stati Uniti d'America, situato nello stato del Massachusetts, nella contea di Bristol.